# Molledo
Molledo är en kommun i Spanien. Den ligger i den autonoma regionen Kantabrien i norra delen av landet, 300 km norr om huvudstaden Madrid. Antalet invånare är 1 480 (2024).

## Kända personer
- Leonardo Torres Quevedo (1852-1936), civilingenjör, matematiker och uppfinnare.